# Otto M. Schwarz
Otto M. Schwarz est un compositeur autrichien né en 1967 à Neunkirchen (Autriche). En ce moment, il vit toujours dans la ville où il a grandi, à Wimpassing. Il reçut sa formation musicale à l’Académie de musique de Vienne. Il y étudia la trompette auprès du professeur Josef Pomberger de l’Orchestre philharmonique de Vienne ainsi que la composition, qui lui fut enseignée par le Professeur Heinz Kratochwil (1933-1995).

## Œuvres

### Œuvres pour orchestre d'harmonie
- Millenium (1995)
- Wings of Freedom (1995)
- A Song for You (1995)
- Fanfare Prelude (1995)
- For the next thousand (1996)
- Rondo Romantica (1996)
- O du fröhliche (1996)
- Rondo Barocco (1997)
- Dort tanzt Lulu (1997)
- Es ist ein Ros entsprungen (1998)
- The sound of my life (1998)
- Casanova (1998)
- Fire & Ice (1999)
- Rollercoaster (1999)
- Asteroid (1999)
- Jazz Waltz #1 (2000)
- Generations Fanfare (2001)
- Funk Attack (2002)
- Nostradamus (2002)
- Groovin' Around (2003)
- Man In The Ice (2003)
- The Count of Monte Cristo (2005)
- Vienna Festival Music (2005)
- Starflash (2005)
- Mont-Blanc (2006)
- Funky Brass (2006)
- Welcome Overture (2006)
- Dragon Fight (2006)
- Cape Horn (2007)
- Absolute Crossover (2008)
- Funky Winds (2008)
- Around the World in 80 Days (2008)
- Bonaparte (2008)
- The Firefighters (2008)
- The Golden Secret (2008)
- Diamonds Are Forever (2009)
- The World is not enough (2009)
- Mantua (2009)
- Saxpack (2009)
- Last Call (2009)
- Kyrill (2009)
- Trumpet Town (2010)
- Unity Fanfare (2010)
- Terra Vulcania (2010)
- Mundus Novus (2012)